# Bozate
Bozate es un barrio en la localidad de Arizcun en el municipio del valle de Baztán (Navarra, España). 
Está situado en la Merindad de Pamplona y a 56,9 km de la capital de la comunidad, Pamplona. Su población en 2024 fue de 96 habitantes (INE).
Es famoso por haber sido el último enclave conocido de población de agotes, grupo social discriminado por oscuras razones.
En la localidad se encuentra el Museo Etnográfico de los Agotes, promovido por el escultor navarro Xabier Santxotena.

## Demografía

### Evolución de la población
| Gráfica de evolución demográfica de Bozate entre 1900 y 2014                                                              |
| |
| - (1887-1981) Datos recogidos de la Gran Enciclopedia Navarra. - (2001-) Datos según el nomenclátor publicado por el INE. |

.